# Cuevo
Cuevo es una localidad y municipio de Bolivia en la provincia de Cordillera en el departamento de Santa Cruz. La localidad geográficamente se sitúa en las últimas estribaciones de los Andes, llegando a la región del Chaco boliviano. El municipio cuenta con una población de 5052 habitantes (INE 2012) y el pueblo es una de las Prelaturas Nullius, de la Iglesia católica. 
Entre las actividades más importantes se pueden citar: Arete Guazú (o Fiesta Grande), San Juan, Festival de la Leche y el Queso Chaqueño, Día de la Tradición Cueveña, Festival de la Asaregua. El 2018 Cuevo fue declarada Capital Departamental del Folclore Guaraní Chaqueño y actualmente está considerado como destino turístico.

## Historia

### Época colonial
La Cordillera de los Chiriguanos, o simplemente Cordillera, fue el denominativo con el que en la época de la colonia se empezó a conocer a lo que hoy es la provincia Cordillera y grandes territorios aledaños. Este nombre se debió a que los chiriguano – guaraní ocupaban gran parte de la órbita cordillerana andina. Este valle era conocido como Cobo Cobo por los indígenas, que luego fue traducido como Cuevo, que en castellano se le asigna a una mariposa negra. Cuevo fue bautizado por los indígenas guaraníes que poblaron este valle como Ñumbyte, o Ñumbicte, que traducido al castellano significa "medio del monte". Según el conquistador español Ruy Díaz de Guzmán, en el lugar había una fortaleza construida de la época incaica.

### Época republicana
El 16 de julio de 1887 padres franciscanos, cuya misión había llegado desde Tarija, fundaron Santa Rosa de Cuevo para la enseñanza y propagación de la fe cristiana. Cuevo fue una de las Prelaturas Nullius, de la Iglesia Católica. Su población fue compuesta por descendientes de tupí-guaraníes, mestizos y en poca minoría y tendientes a desaparecer, descendientes de países extranjeros llegados de Europa y Asia.
En 1891 se agudizaron los conflictos entre los chiriguanos y los "karai" (blancos) en las localidades de Ivo y Cuevo, que dio paso a la Guerra chiriguana entre el gobierno de Bolivia y los chiriguanos. Tras el arribo del ejército boliviano a estas dos localidades, los chiriguanos sublevados se atrincheraron en la comunidad de Kuruyuki donde finalmente se enfrentaron a las tropas militares del general Ramón González, prefecto del departamento de Santa Cruz, el 28 de enero de 1892. Esta batalla fue conocida como la Batalla de Kuruyuki y terminó con la muerte de casi un millar de chiriguanos.
El 27 de septiembre de 1926, durante la presidencia de Hernando Siles, fue creada la cuarta sección municipal en la provincia Cordillera formada por los cantones de Cuevo y Boyuibe, con la capital siendo el pueblo de Cuevo.
Durante el conflicto bélico con el Paraguay (Guerra del Chaco 1932-1935), Cuevo fue un centro de importancia siendo hospital general, asiento del Primer Cuerpo del Ejército Boliviano y base del área militar del ejército en la posguerra.
La construcción de la vía férrea en el tramo Boyuibe – Cuevo en los años 1950, con destino a la ciudad de Sucre, contribuyó a la dotación de agua a las poblaciones asentadas en todo el trayecto Villamontes – Río Parapetí, cuyo servicio duró hasta el 1965.

## Geografía
La localidad de Cuevo se encuentra a la orilla del río o quebrada de Cuevo, que baja de las estribaciones de la cordillera de Incahuasi, perdiéndose en las arenas del Chaco boliviano, a una altitud de 1.068 m s. n. m. El municipio está en la zona subandina de los valles chaqueños, en el extremo suroeste de la provincia Cordillera. Limita al norte con el municipio de Camiri, al este con el municipio de Boyuibe, al sur con los municipios de Macharetí y Huacaya, y al oeste con el municipio de Villa Vaca Guzmán, estos últimos en el departamento de Chuquisaca.

## Demografía
De acuerdo con el censo boliviano de 2024, la población del municipio de Cuevo es de 4 953 habitantes.
La población del municipio aumentó en dos tercios entre 1992 y 2024:
| Año  | Habitantes (municipio) | Fuente |
| ---- | ---------------------- | ------ |
| 1992 | 3 135                  | Censo  |
| 2001 | 3 406                  | Censo  |
| 2012 | 5 052                  | Censo  |
| 2024 | 4 953                  | Censo  |

## Aspectos generales
En el aspecto educativo, Cuevo tiene escuelas y colegios de educación primaria y secundaria. Su población está compuesta por descendientes de tupí guaraníes, mestizos y en poca minoría, descendientes de países extranjeros llegados de Francia, Italia y otros.
Se conecta por vía carretera con las ciudades de Santa Cruz de la Sierra, Camiri, Boyuibe, en el departamento de Santa Cruz, y con Villamontes, en el departamento de Tarija, así como con la ciudad de Sucre y otras localidades cercanas.
Su fiesta patronal es el 24 de junio celebrando a san Juan Bautista. Es sede del convento de las hermanas de Santa Clara de Asís es decir, las Clarisas.
En su alrededor y a pocos kilómetros se encuentran las explotaciones de petróleo (Cumandairenda).
Entre su música folclórica resalta la "Fiesta Grande" escrita por la Martha Leclere de Gareca y Rosita Pochi (Rosita Mala) anónimo.
Rosita Pochi, pieza musical, se constituye como un himno para todos los cueveños y para todos los chaqueños en general.  Esta pieza musical es originaria de la cultura de los Aba Guaraní, que fue iniciada en el gusto popular por el profesor Julio Percy Tapia, conjuntamente con el músico camireño no vidente Bibi.
Cuevo es sede de la unidad militar Grupo 4 de artillería "Bullain" dependiente de la cuarta División del Ejército con asiento en Camiri.
Esta localidad fue centro y paso activo en la campaña de la guerra del Chaco en las hostilidades con el Paraguay.
Fue cuna del talentoso futbolista boliviano Nicolás Linares, quien integró los equipos de Municipal (su goleador y del campeonato nacional), del Club Bolívar y de la Selección boliviana de fútbol.